# Петеров дујкер
Петеров дујкер (лат. Cephalophus callipygus) је врста дујкера.

## Угроженост
Ова врста је наведена као последња брига, јер има широко распрострањење и честа је врста.

## Распрострањење
Ареал петеровог дујкера покрива средњи број држава. Присутна је у следећим државама: Камерун, Република Конго, Централноафричка Република, Екваторијална Гвинеја и Габон.

## Станиште
Станиште петеровог дујкера су шуме. 